# 顔徴在
顔 徴在（がん ちょうざい）は、魯（現在の山東省曲阜市）の巫女。孔子の生母として有名。

## 概要
叔梁紇（しゅくりょうこつ）(孔紇（こうこつ）、字は叔梁（しゅくりょう）)と結ばれ、孔子を産んだ。叔梁紇は、魯の大臣家である季孫氏に使える戦士であったとされている。叔梁紇は70歳を越えており、顔徴在は16歳とも18歳とも言われる。魯襄公二十二年に孔子を産み、その3年後に叔梁紇は戦死する。顔徴在は、34歳に死去したとされ、この葬儀が孝行の手本とされた。史記の卷47第17 孔子世家には「孔子生魯昌平郷鄹邑（陬邑）。其先宋人也，曰孔防叔。防叔生伯夏，伯夏生叔梁紇。紇與顔氏女野合而生孔子，禱於尼丘得孔子。魯襄公二十二年而孔子生。生而首上圩頂，故因名曰丘云。字仲尼，姓孔氏。丘生而叔梁紇死，葬於防山。防山在魯東，由是孔子疑其父墓處，母諱之也。孔子為兒嬉戲，常陳俎豆，設禮容。孔子母死，乃殯五父之衢，蓋其慎也。鄹人輓父之母誨孔子父墓，然後往合葬於防焉。」と記載されている。

## 緯書に見える顔徴在
「春秋演孔図」には「ある時、孔子の母顔徴在は、大沢の堤に遊んで昼寝をしていた。すると夢に黒帝の使者が現れ、黒帝がお呼びだという。黒帝のもとに誘われた彼女は、夢の中で黒帝と交わる。そして黒帝は、お前は必ず空桑の地で子を生むだろうと告げる。夢から覚めると彼女は既に懐胎しており、果せるかな曲阜の南、空桑の地で孔子を出産した。」とある。
「論語譔考」には「叔梁紇と徴在は尼丘山に祈り、黒龍の精に感じて、以て仲尼を生む。」とある。
これについて浅野祐一氏は「緯書は、聖母マリアの処女懐胎に類する生誕神話を捏造する方策により、孔子を神秘化するとともに、感生帝の一人に仕立て上げて、孔子に王者の資格を与えんとした」としている。